# Mario Armando Moine
Mario Armando Moine (Tabossi, 13 de noviembre de 1949) es un contador público  y  político argentino del Partido Justicialista.

## Biografía
Fue intendente de Paraná, gobernador de la Provincia de Entre Ríos entre 1991 y 1995 y también participó como congresal constituyente en la reforma constitucional de 1994. Se lo recuerda en la función pública por sus intensas discusiones con el entonces ministro de Economía Domingo Cavallo. Como también por la decencia en el uso de los recursos públicos. Durante su gestión como Intendente, Gobernador y Constituyente Nacional renunció a los haberes que les correspondía. Desde 1996 el contador Moine recibe la pensión como ExGobernador establecida en la década de los '60s que es del orden de 1.200 dólares mensuales...ya que en noviembre de 2019 donó el 40% de su pensión como ExGobernador al Estado Provincial.
Los tres hechos más trascendentes de su gestión están relacionados con las obras públicas más importantes de las últimas décadas, que son: el puente Victoria-Rosario y la autovía en la ruta 14, incluyendo sus estudios de prefactibilidad y llamado a licitación. Pero el tercer hecho, tal vez la de mayor impacto, tuvo que ver con el turismo, cuando Moine impulsó la búsqueda de aguas termales en 1994 conjuntamente con las fuerzas vivas de la ciudad de Federación. En los primeros meses de 1995 con una inversión de un millón de dólares la perforación en las afueras de Federación fue exitosa generando un boom turístico en toda la provincia. Hoy catorce ciudades tienen aguas termales lo que permitió que Entre Ríos sea el tercer lugar turístico en la preferencias de los argentinos.
La mayor parte de su vida la dedicó al comercio y a la producción, que lo llevaron a constituir con sus hermanos una de las cadenas de supermercados más famosas de la provincia, Los Hermanitos.
Luego vendió esas sucursales a la multinacional Norte para invertir en la construcción de hoteles y para dedicarse al turismo, su actual actividad. siendo el actual dueño, junto a sus otros cuatro hermanos, de la una franquicia hotelera , santafesina e independiente llamada "InterTower Hotel".